# 斯卡洛皮利
48°29′58″N 28°3′43″E / 48.49944°N 28.06194°E
斯卡洛皮利（烏克蘭語：Скалопіль）是位於烏克蘭西南部的村莊，由文尼察州裡莫希利夫-波季利斯基区的切爾尼夫齊市鎮負責管轄。該村面積0.52平方公里，海拔高度160米，2001年人口112，人口密度每平方公里214.97人。